# 革命民族主义运动
革命民族主义运动（西班牙語：Movimiento Nacionalista Revolucionario，MNR) 是玻利维亚的一个中間偏右保守主义政党。
該黨成立於1941年1月。當時该党主张建立中央集权政府，要求將矿山资源国有化。1942年，该党前往矿区和农村宣传，並試圖拉攏矿工和农民。1946年，民族主义革命运动被當局宣布为非法组织。1952年，该党發動玻利维亚革命，並成為玻利維亞的执政黨。該黨執政後將矿山国有化。1956年，埃尔南·西莱斯·苏亚索擔任总统，他实行浮动汇率制、取消生活补贴、允许外资进入石油业。
1964年11月4日，玻利維亞總統维克托·帕斯·埃斯登索罗被軍人推翻，民族主义革命运动不再是玻利維亞执政党。此後军政府認定該黨為非法組織。
1978年1月，军政府允许政党、工会等团体恢复活动。20世纪80年代後，该党主張民族主义以及新自由主义。1985年，該黨的维克托·帕斯·埃斯登索罗第四次当选总统。期間實行新自由主义经济政策，並進行私有化改革。
1993年至1997年，該黨的贡萨洛·桑切斯·德洛萨达担任玻利維亞总统，期間继续推行新自由主义政策。2009年，该党与其他政黨合并成立玻利维亚进步计划—国家团结党。